# Зависимость от компьютерных игр

Online-похороны Snowly

Игрова́я зави́симость — форма психологической зависимости, проявляющаяся в навязчивом увлечении видеоиграми и компьютерными играми.
Играми, вызывающими самую сильную зависимость, чаще всего считаются сетевые, особенно MMORPG. Известны случаи, когда слишком долгая игра приводила к фатальным последствиям. Так, в октябре 2005 года умерла от истощения китайская девочка (Snowly) после многосуточной игры в World of Warcraft. После этого в игре была проведена виртуальная церемония похорон.
В июне 2018 года Всемирная организация здравоохранения включила игровое расстройство в 11-й перечень международной классификации болезней, которое ввели в действие 1 января 2022 года.

## Причины развития зависимости
Существует несколько факторов, влияющих на развитие игровой зависимости. Особенно среди них выделяется личностный фактор: несформированная или неустойчивая психика, отсутствие навыков самоконтроля, неудовлетворённость реальной жизнью, желание компенсировать нереализованные жизненные потребности делают человека более подверженным развитию зависимости от компьютерных игр.
Причиной появления игровой зависимости являются также нарушения психики. Речь идёт о различных тревожных состояниях, склонности к депрессии и социальных фобиях. Погружение в виртуальную реальность помогает людям с психопатией реализоваться и защититься от внешнего мира, почувствовать себя значимым, добиться состояния психологического благополучия, пусть на короткий срок.
Ещё одну причину развития зависимости от компьютерных и мобильных игр некоторые аналитики видят в так называемой системе вознаграждения. Ряд игр, в том числе многопользовательские ролевые игры и мобильные игры, предполагают особый цикл игры. Этот цикл включает в себя вознаграждение игрока за совершённые действия и побуждение его продолжать играть. Ожидание такой награды вызывает химическую реакцию в организме человека, сопровождаемую выбросом дофамина — «гормона удовольствия». Организм запоминает приятное ощущение, и в итоге появляется зависимость. Ту же химическую реакцию можно наблюдать при употреблении человеком наркотических веществ.
Некоторые авторы считают, что игровая зависимость возникает из-за онлайн-игр и является разновидностью интернет-зависимости.
Также есть мнение, что у некоторых людей проблемы возникают не от процесса игры, а от неэффективного управления временем (так, в 2005 году более трёх часов в день играли около 25 % подростков; к концу 2010-х годов — около 45 %) и даже от ассоциированной с компьютерными играми стигмы.

## История
Спорам и исследованиям, посвящённым зависимости от компьютерных игр, примерно столько же лет, сколько и самим компьютерным играм. В 1983 году Барлоу Соупер и Марк Миллер, учёные Технического университета штата Луизиана впервые описали зависимость от аркадной игры Pac-Man, уподобив её зависимости от психоактивных веществ.

### Американская психиатрическая ассоциация
Хотя Американская психиатрическая ассоциация (APA) не признаёт зависимость от компьютерных игр заболеванием, в 2013 году эта организация включила «интернет-игровое расстройство» (англ. Internet gaming disorder, также) в пятое издание Диагностического и статистического руководства по психическим расстройствам (DSM-5) в качестве категории, требующей дальнейшего изучения. В тексте DSM-5 было также отмечено, что это расстройство также называется «расстройством, связанным с использованием интернета, зависимостью от интернета или зависимостью от компьютерных игр». В ранних версиях руководства предлагаемое расстройство носило название «расстройства, связанного с использованием интернета» (англ. Internet gaming disorder), однако на более поздних этапах его название и определение были изменены так, чтобы уделить основное внимание онлайн-играм.
APA разработала девять критериев для диагностики зависимости от компьютерных игр:
1. Пациент много думает об игре, даже если занимается другими делами, и планирует, когда сможет поиграть.
2. Возникает чувство беспокойства, раздражительности, злости или грусти при попытке сократить время игры или в ситуациях, когда нет возможности поиграть.
3. Появляется желание играть больше времени и использовать для этого более мощный компьютер.
4. Пациент понимает, что должен сократить время игры, но не может себя контролировать.
5. Отказ от других развлечений (хобби, встречи с друзьями) в пользу компьютерных игр.
6. Пациент продолжает играть, даже если осознаёт негативные последствия своей зависимости: плохой сон, опоздание в школу или на работу, слишком большие денежные траты, конфликты с близкими и пренебрежение важными обязанностями.
7. Пациент лжёт родственникам, друзьям и другим людям о количестве времени, проведённого в игре.
8. Игра используется для ухода от решения текущих проблем и эмоциональных состояний.
9. Из-за игры есть риск потерять работу, разорвать отношения с близкими или утратить другие возможности.

Исследователи расходятся во мнении о минимальном количестве присутствующих критериев, необходимых для диагностики. Предложенный список критикуется некоторыми исследователями как проблематичный, испытывающий недостаток в клинической валидности и полезности (clinical validity and utility) и противоречащий некоторым исследованиям. Дополнительным поводом для критики был тот факт, что «интернет-игровое расстройство» игнорировало офлайновые (однопользовательские) игры без особого на то основания.

### Всемирная организация здравоохранения
В конце 2016 года Всемирная организация здравоохранения (ВОЗ) начала работу над подготовкой определений расстройств под названием «игровое расстройство» (англ. gaming disorder) и «небезопасная игровая деятельность» (англ. hazardous gaming), эти расстройства описывались соответственно как «модель игрового поведения, отличающаяся нарушением контроля за игрой» и «модель игрового поведения, будь то в онлайн- или офлайн-играх, ощутимо повышающая риск вреда для физического или психического здоровья отдельного лица или окружающих его людей». В июне 2018 года понятие «игровое расстройство» (англ. gaming disorder) было включено в Международную классификацию болезней (МКБ-11). Документ запланирован к вводу в действие с 1 января 2022 года. При этом ВОЗ обозначила следующие диагностические критерии: потеря контроля над участием в игре, отдание играм большего приоритета в ущерб другим интересам и повседневной деятельности, а также продолжение игры даже несмотря на появление негативных последствий.
Внесение «игрового расстройства» в проект МКБ-11 вызывало критику как со стороны профессиональных психологов, так и представителей индустрии компьютерных игр. В частности, отмечалось, что предлагаемая диагностическая категория не делает различия между игрой как непосредственно проблемным занятием и игрой как способом заполнить время в состоянии дисфории, вызванного другим расстройством (например, депрессии). В 2017 году группа из 26 ученых обратилась к ВОЗ с открытым письмом на страницах журнала Journal of Behavioral Addictions, утверждая, что предлагаемая диагностическая категория лишена научной ценности и, по всей вероятности, принесет больше вреда, чем пользы. В марте 2018 года был опубликован отчет, подготовленный группой ученых и специалистов в области психологии и психиатрии, в том числе сотрудников Оксфордского университета, Университета Джонса Хопкинса, Стокгольмского университета и Сиднейского университета; отчет отмечал, что предлагаемая ВОЗ диагностическая категория не дает четкого понимания того, что из себя представляет игровое расстройство, указывал на неясную клиническую полезность и нехватку доказательной базы. Авторы отчета выражали опасения, что появление игрового расстройства в МКБ приведет к волне ложноположительных диагнозов и дополнительной стигматизации компьютерных игр. 22 национальных и международных торговых ассоциации в области интерактивных развлечений и компьютерных игр, в том числе поддержавшая отчет Ассоциация британских интерактивных развлечений, раскритиковали решение ВОЗ.
После публикации окончательной, хотя ещё и не утвержденной версии МКБ-11 коалиция торговых ассоциаций в области компьютерных игр, включающая в себя в том числе американскую ассоциацию Entertainment Software Association и Европейскую федерацию разработчиков компьютерных игр опубликовала открытое обращение к ВОЗ с просьбой пересмотреть включение «игрового расстройства» в МКБ. Владимир Позняк, координатор Департамента ВОЗ по психическому здоровью и токсикомании и один из специалистов, стоявших за включением игрового расстройства в МКБ, в интервью сайту GamesIndustry.biz охарактеризовал реакцию индустрии как «панику, живущую собственной жизнью»; он отметил, что разработчики намеренно выбрали как можно более узкие критерии, чтобы описать лишь крайние случаи расстройства, и намеренно не консультировались с представителями игровой индустрии — «коммерческих и иных подобных структур, которые могли бы иметь корыстный интерес в определенных результатах этого процесса».

## Исследования
Немецкие исследователи университета Charite провели эксперимент, в ходе которого группе из 20 человек показывали скриншоты из любимых игр. Их реакция оказалась сходной с той, что проявляют больные алкоголизмом и наркоманией, когда видят предмет своей патологической страсти. Исследования университета «Nottingham Trent University» под названием International Gaming Research Unit показали, что 12 % от контрольной группы из 7000 человек имеют признаки зависимости от онлайновых компьютерных игр. 20 % из 250 миллионов пользователей Facebook сознались, что чувствуют сильную игровую зависимость.
Ряд исследователей считают, что некоторые из критериев, используемых для оценки распространённости зависимости от компьютерных игр, искусственно завышают процент распространённости, не являются надёжными, не подходят для клинических тестов и нуждаются в пересмотре — используемые их исследования часто критикуются за использование симптомов, подходящих к наркомании и лудомании, но не подходящих к компьютерным играм как к форме времяпровождения. Психолог Кристофер Фергюсон заявляет, что исследования, фокусирующиеся на том, насколько игра мешает жизни играющих, говорят об этом как об относительно редком феномене — примерно 1-3 % играющего населения, в то время как исследования, использующие более сомнительные критерии, цитируют абсурдно высокие 8-10 %.
С 2007 Американская врачебная ассоциация проводила исследования в области симптоматики предполагаемого заболевания. После длительных дебатов, врачи пришли к выводу, что зависимость нельзя признать болезнью. На тот момент, по мнению специалистов, игромания не является проблемой для общества. По состоянию на 2011 год Международная классификация болезней не содержала зависимости от компьютерных игр.
В июне 2018 года Всемирная организация здравоохранения включила игровое расстройство в 11-й перечень международной классификации болезней, который был введён в действие с 1 января 2022 года[⇨].
Обсуждение того, является ли зависимость от компьютерных игр отдельным синдромом или симптомом подлежащих проблем, таких как депрессия или синдром дефицита внимания и гиперактивности, продолжается.
Психиатр Джеральд Блок отмечает, что зависимость от игр намного сильнее, чем от интернет-порнографии. Британский терапевт Стив Поуп, в статье Gaming addiction grips youngsters из газеты Lancashire Evening Post, заявил, что два часа, проведённые с консолью, сопоставимы с принятием дорожки кокаина. В качестве негативных примеров зависимости он приводит такие ситуации, когда игроманы отказываются от друзей, переходят на нездоровую пищу, забрасывают учёбу, у них повышается агрессивность, склонность к насилию и ряд других факторов.
Статья вызвала широкий резонанс в прессе и подверглась жёсткой критике из-за предвзятого характера и отсутствия каких-либо доказательств.
Так, наибольшую опасность, по мнению психолога М. С. Иванова, представляют собой ролевые игры, поскольку сама механика игры состоит во «вхождении» человека в игру, интеграции с компьютером, потере индивидуальности и отождествлении себя с компьютерным персонажем. Исследователь выделяет собственные критерии «вредных» ролевых игр: во-первых, это сила эффекта погружения, а во-вторых, отсутствие элемента азарта или значительное уменьшение его значения. Считается, что зависимые геймеры нуждаются в психологической помощи, их проблемы — несложившаяся личная жизнь, неудовлетворённость собой, утеря смысла жизни и обычных человеческих ценностей. Появляются и другие трудности — сниженные настроение, самочувствие, активность; повышенный уровень тревожности и социальная дезадаптация.
Учёный также выделил динамику развития компьютерной зависимости, разделив её на четыре стадии: первоначально происходит процесс адаптации (стадия лёгкой увлечённости), затем наступает период резкого роста, быстрого формирования зависимости (стадия увлечённости). В результате зависимость достигает максимума, величина и характер которых зависит от индивидуальных особенностей личности и факторов среды (стадия зависимости). Далее сила зависимости на определённый промежуток времени остаётся устойчивой, а затем идёт на спад и опять же фиксируется на определённом уровне и остаётся устойчивой в течение длительного времени (стадия привязанности). Иванов в качестве решающего фактора, определяющего зависимость, называет невозможность полного отказа от компьютерных игр, несмотря на осознание бесполезности игрового процесса. Сам механизм состоит в «уходе от реальности» и «принятии роли», то есть обособление от реальных проблем и отождествление себя с выдуманными персонажами виртуальных миров.
По мнению, врача-невролога баронессы Сьюзен Гринфилд, игры являются причиной слабоумия, так как современные средства развлечений ведут к повышенной возбудимости нервной системы. Со временем человек привыкает к подобному состоянию, возникает зависимость, в результате повышается риск развития деменции. В качестве доказательства своей теории Гринфилд приводит рост количества троллей в социальной сети Facebook — что свидетельствует, по её мнению, о деградации умственных способностей подросткового поколения. Эти заявления подверглись критике как бездоказательные и спекулятивные.
Дуглас Джейнтал совместно с Американской академией педиатров провёл исследование влияния игр на здоровье человека. Под наблюдение попали около 3 000 детей, зависимость отмечается у каждого десятого ребёнка. «У детей, попавших в зависимость от игр, повышался уровень депрессии, беспокойства и социофобии, а их успеваемость понижалась. Когда они избавлялись от зависимости, эти симптомы снижались до нормальных значений» — отмечал врач. В ответ на данную работу, Американская ассоциация производителей ПО и компьютерных игр заявила, что никаких конкретных доказательств не представлено, методы сомнительны, а выводы не выдерживают критики.

## Меры
В настоящий момент в ряде стран создаются и функционируют ряд медицинских учреждений и программ, осуществляющих лечение и профилактику игровой зависимости.
Британская Национальная служба здравоохранения (NHS) лечит сотни британских детей от зависимости от видеоигр (некоторые из них нападают на свои семьи, когда родители пытаются спрятать игровую приставку или ограничить доступ в Интернет).
В Англии на базе реабилитационного центра Broadway Lodge открыто отделение, специализирующееся на работе с игроманами; программа, состоящая из двенадцати этапов, рассчитана как на детей, так и на взрослых.
Министерство культуры, спорта и туризма Республики Корея разработало программу Nighttime Shutdown, призванную бороться с игровой зависимостью, которой страдают более 2 миллионов пользователей в стране. Суть проводимых мероприятий состоит в закрытии доступа геймерам младше 19 лет к MMOG-играм в течение шести часов в сутки. По другой программе постепенно снижается скорость подключения к интернету у тех пользователей, которые играют в MMORPG-игры дольше определённого времени, что в итоге приводит к невозможности осуществления игрового процесса.
В Китае, где, согласно аналитическим данным, порядка 13 % пользователей Мировой паутины зависимы от онлайн-игр или Интернета, в 2007 году открылся летний реабилитационный лагерь. Лечение состояло в том, что в течение 10 дней дети и подростки общались друг с другом, психологом и природой.
Другой практиковавшийся способ — интеграция в компьютерные игры специальной системы, препятствующей игре, длящейся более чем три часа. Чем больше время игры, тем больше способностей и умений теряет игровой персонаж. Меры по борьбе с игровой зависимостью у китайских подростков всё ужесточались. Сначала был введён комендантский час с запретом на игру, потом, для избежания обхода запретов — обязательное сканирование лица. В августе 2021 года ограничения для несовершеннолетних геймеров были в очередной раз ужесточены: подросткам было разрешено проводить за онлайн-играми только один час в пятницу, выходные дни и праздники.
Министерство информации и связи Вьетнама планирует ввести жёсткие ограничения — провайдеров и владельцев игровых кафе обяжут заблокировать возможность играть в онлайн-игры с 10 вечера до 8 утра: «Местные департаменты министерства будут инспектировать онлайновую активность по всей стране и принимать меры в отношении организаций, нарушающих этот запрет, вплоть до прекращения их деятельности» — заявил заместитель министра Ле Нам Тхан. Данная мера направлена на улучшение образа жизни подрастающего поколения.

## Освещение проблемы в культуре и искусстве
Фильмы и сериалы
- В эпизоде «Игра» сериала «The Star Trek: The Next Generation» Уильям Райкер увлекается видеоигрой, стимулирующей определённые части мозга. После все члены команды Enterprise проявляют признаки зависимости от этой видеоигры.
- В одной из историй фильма ужасов «Кошмары» 1983 года подростка по имени Колли всецело поглощает аркадная игра «Епископ сражения». Чтобы поиграть в неё, мальчик сбегает из дома и проникает в видеосалон.
- В третьей серии второго сезона «Теория Большого взрыва» Пенни настолько увлекается онлайн-игрой, что уделяет ей всё своё время.
- Израильский документальный фильм «Сетевой торчок» (Web Junkie) посвящён проблеме игровой зависимости.

Книги
- В романе Марины и Сергея Дяченко «Цифровой» главный герой страдает серьёзной формой игровой зависимости.
- В книге «Эреб» Урсулы Познански школьники становятся зависимыми от компьютерной игры, предполагающей выполнение различных заданий не в виртуальном, а реальном мире.